# 卡律布狄斯
卡律布狄斯（英語：Charybdis）為希臘神話中，座落在女妖斯庫拉對面像大漩渦的怪物，會吞噬所有經過的東西，包括船隻。奧德修斯返鄉過程得其中一道考驗即是要經過這裡，由於船的寬度剛好填滿了位於在漩渦邊緣和斯庫拉之間的安全帶，因而後來斯庫拉勾到了他們的槳將船拉過去並掠走了六名水手。